# چپچینه
چپچینه (به لاتین: Trzebciny) یک سکونتگاه مسکونی در لهستان است که در Gmina Cekcyn واقع شده‌است.

## خصوصیات
چپچینه ۱۱۰ نفر جمعیت دارد.